# Petr Korda
Petr Korda (ur. 23 stycznia 1968 w Pradze) – czeski tenisista, zwycięzca Australian Open 1998 w grze pojedynczej i Australian Open 1996 w grze podwójnej, reprezentant w Pucharze Davisa.
Jest ojcem i trenerem Sebastiana Kordy, również tenisisty.

## Kariera tenisowa
Startując w gronie juniorów Korda wygrał w 1985 roku grę podwójną chłopców na Rolandzie Garrosie, w parze z Cyrilem Sukiem oraz w 1986 roku na Wimbledonie, wspólnie z Tomásem Carbonellem.
Karierę zawodową rozpoczął w 1987 roku, a zakończył w 1999 roku. W grze pojedynczej zwyciężył w dziesięciu turniejach rangi ATP World Tour, w tym wielkoszlemowy Australian Open z 1998 roku. W rundzie finałowej pokonał 6:2, 6:2, 6:2 Marcelo Ríosa. Czech również siedemnaście razy dochodził do finałów zawodów ATP World Tour, w tym do finału Rolanda Garrosa z 1992 roku, gdzie przegrał w spotkaniu o tytuł z Jimem Courierem.
W grze podwójnej Korda wygrał dziesięć imprez kategorii ATP World Tour, m.in. Australian Open z 1996 roku razem ze Stefanem Edbergiem. W finale debliści byli lepsi od Sébastiena Lareau i Alexa O’Briena. Tenisista czeski awansował ponadto do czternastu finałów. W 1990 roku osiągnął finał, z Goranem Ivaniševiciem, na Rolandzie Garrosie.
W latach 1988–1997 Korda reprezentował Czechy w Pucharze Davisa.
W rankingu gry pojedynczej Korda najwyżej był na 2. miejscu (2 lutego 1998), a w klasyfikacji gry podwójnej na 10. pozycji (11 czerwca 1990).

### Finały w turniejach ATP World Tour
| Legenda                                      |
| -------------------------------------------- |
| Wielki Szlem                                 |
| Igrzyska olimpijskie                         |
| Tennis Masters Cup / ATP Finals              |
| ATP Masters Series / ATP Tour Masters 1000   |
| ATP International Series Gold / ATP Tour 500 |
| ATP International Series / ATP Tour 250      |

#### Gra pojedyncza (10–17)
| Końcowy wynik | Nr  | Data                 | Turniej                    | Nawierzchnia    | Przeciwnik            | Wynik finału             |
| ------------- | --- | -------------------- | -------------------------- | --------------- | --------------------- | ------------------------ |
| Finalista     | 1.  | 29 października 1989 | Frankfurt                  | Dywanowa (hala) | Kevin Curren          | 2:6, 5:7                 |
| Finalista     | 2.  | 5 maja 1991          | Tampa                      | Ceglana         | Richey Reneberg       | 6:4, 4:6, 2:6            |
| Finalista     | 3.  | 21 lipca 1991        | Waszyngton                 | Twarda          | Andre Agassi          | 3:6, 4:6                 |
| Finalista     | 4.  | 28 lipca 1991        | Montreal                   | Twarda          | Andriej Czesnokow     | 6:3, 4:6, 3:6            |
| Zwycięzca     | 1.  | 18 sierpnia 1991     | New Haven                  | Twarda          | Goran Ivanišević      | 6:4, 6:2                 |
| Zwycięzca     | 2.  | 13 października 1991 | Berlin                     | Dywanowa (hala) | Arnaud Boetsch        | 6:3, 6:4                 |
| Finalista     | 5.  | 3 maja 1992          | Monachium                  | Ceglana         | Magnus Larsson        | 4:6, 6:4, 1:6            |
| Finalista     | 6.  | 7 czerwca 1992       | French Open, Paryż         | Ceglana         | Jim Courier           | 5:7, 2:6, 1:6            |
| Zwycięzca     | 3.  | 19 lipca 1992        | Waszyngton                 | Twarda          | Henrik Holm           | 6:4, 6:4                 |
| Zwycięzca     | 4.  | 30 sierpnia 1992     | Long Island                | Twarda          | Ivan Lendl            | 6:2, 6:2                 |
| Finalista     | 7.  | 4 października 1992  | Bazylea                    | Twarda (hala)   | Boris Becker          | 6:3, 3:6, 2:6, 4:6       |
| Finalista     | 8.  | 11 października 1992 | Tuluza                     | Twarda (hala)   | Guy Forget            | 3:6, 2:6                 |
| Zwycięzca     | 5.  | 25 października 1992 | Wiedeń                     | Dywanowa (hala) | Gianluca Pozzi        | 6:3, 6:2, 5:7, 6:1       |
| Finalista     | 9.  | 22 sierpnia 1993     | New Haven                  | Twarda          | Andrij Medwediew      | 5:7, 4:6                 |
| Finalista     | 10. | 10 października 1993 | Sydney                     | Twarda (hala)   | Jaime Yzaga           | 4:6, 6:4, 6:7(4), 6:7(7) |
| Zwycięzca     | 6.  | 12 grudnia 1993      | Monachium                  | Dywanowa (hala) | Michael Stich         | 2:6, 6:4, 7:6, 2:6, 11:9 |
| Finalista     | 11. | 13 lutego 1994       | Mediolan                   | Dywanowa (hala) | Boris Becker          | 2:6, 6:3, 3:6            |
| Finalista     | 12. | 6 marca 1994         | Indian Wells               | Twarda          | Pete Sampras          | 6:4, 3:6, 6:3, 3:6, 2:6  |
| Finalista     | 13. | 1 maja 1994          | Monachium                  | Ceglana         | Michael Stich         | 2:6, 6:2, 3:6            |
| Zwycięzca     | 7.  | 7 stycznia 1996      | Doha                       | Twarda          | Junus al-Ajnawi       | 7:6(5), 2:6, 7:6(5)      |
| Finalista     | 14. | 20 października 1996 | Ostrawa                    | Dywanowa (hala) | David Prinosil        | 1:6, 2:6                 |
| Finalista     | 15. | 15 czerwca 1997      | Halle                      | Trawiasta       | Jewgienij Kafielnikow | 6:7(2), 7:6(5), 6:7(7)   |
| Finalista     | 16. | 20 lipca 1997        | Waszyngton                 | Twarda          | Michael Chang         | 7:5, 2:6, 1:6            |
| Zwycięzca     | 8.  | 26 października 1997 | Stuttgart                  | Dywanowa (hala) | Junus al-Ajnawi       | 7:6(6), 6:2, 6:4         |
| Finalista     | 17. | 9 listopada 1997     | Moskwa                     | Dywanowa (hala) | Jewgienij Kafielnikow | 6:7(2), 4:6              |
| Zwycięzca     | 9.  | 11 stycznia 1998     | Doha                       | Twarda          | Fabrice Santoro       | 6:0, 6:3                 |
| Zwycięzca     | 10. | 1 lutego 1998        | Australian Open, Melbourne | Twarda          | Marcelo Ríos          | 6:2, 6:2, 6:2            |

#### Gra podwójna (10–14)
| Końcowy wynik | Nr  | Data                 | Turniej                    | Nawierzchnia    | Partner           | Przeciwnicy                      | Wynik finału       |
| ------------- | --- | -------------------- | -------------------------- | --------------- | ----------------- | -------------------------------- | ------------------ |
| Finalista     | 1.  | 4 października 1987  | Palermo                    | Ceglana         | Tomáš Šmíd        | Leonardo Lavalle Claudio Panatta | 6:3, 4:6, 4:6      |
| Zwycięzca     | 1.  | 10 lipca 1988        | Gstaad                     | Ceglana         | Milan Šrejber     | Andrés Gómez Emilio Sánchez      | 7:6, 7:6           |
| Zwycięzca     | 2.  | 14 sierpnia 1988     | Praga                      | Ceglana         | Jaroslav Navrátil | Thomas Muster Horst Skoff        | 7:5, 7:6           |
| Finalista     | 2.  | 16 lipca 1989        | Gstaad                     | Ceglana         | Milan Šrejber     | Cássio Motta Todd Witsken        | 4:6, 3:6           |
| Zwycięzca     | 3.  | 30 lipca 1989        | Stuttgart                  | Ceglana         | Tomáš Šmíd        | Florin Segărceanu Cyril Suk      | 6:3, 6:4           |
| Finalista     | 3.  | 6 sierpnia 1989      | Kitzbühel                  | Ceglana         | Tomáš Šmíd        | Emilio Sánchez Javier Sánchez    | 5:7, 6:7           |
| Finalista     | 4.  | 13 sierpnia 1989     | Praga                      | Ceglana         | Tomáš Šmíd        | Jordi Arrese Horst Skoff         | 4:6, 4:6           |
| Zwycięzca     | 4.  | 29 kwietnia 1990     | Monte Carlo                | Ceglana         | Tomáš Šmíd        | Andrés Gómez Javier Sánchez      | 6:4, 7:6           |
| Finalista     | 5.  | 6 maja 1990          | Monachium                  | Ceglana         | Tomáš Šmíd        | Udo Riglewski Michael Stich      | 1:6, 4:6           |
| Finalista     | 6.  | 10 czerwca 1990      | French Open, Paryż         | Ceglana         | Goran Ivanišević  | Sergio Casal Emilio Sánchez      | 5:7, 3:6           |
| Finalista     | 7.  | 19 sierpnia 1990     | New Haven                  | Twarda          | Goran Ivanišević  | Jeff Brown Scott Melville        | 6:2, 5:7, 0:6      |
| Zwycięzca     | 5.  | 18 sierpnia 1991     | New Haven                  | Twarda          | Wally Masur       | Jeff Brown Scott Melville        | 7:5, 6:3           |
| Finalista     | 8.  | 29 września 1991     | Bazylea                    | Twarda (hala)   | John McEnroe      | Jakob Hlasek Patrick McEnroe     | 6:3, 6:7, 6:7      |
| Zwycięzca     | 6.  | 13 października 1991 | Berlin                     | Dywanowa (hala) | Karel Nováček     | Jan Siemerink Daniel Vacek       | 3:6, 7:5, 7:5      |
| Finalista     | 9.  | 26 kwietnia 1992     | Monte Carlo                | Ceglana         | Karel Nováček     | Boris Becker Michael Stich       | 4:6, 4:6           |
| Finalista     | 10. | 12 lipca 1992        | Gstaad                     | Ceglana         | Cyril Suk         | Hendrik Jan Davids Libor Pimek   | walkower           |
| Zwycięzca     | 7.  | 25 kwietnia 1993     | Monte Carlo                | Ceglana         | Stefan Edberg     | Paul Haarhuis Mark Koevermans    | 3:6, 6:2, 7:6      |
| Zwycięzca     | 8.  | 20 czerwca 1993      | Halle                      | Trawiasta       | Cyril Suk         | Mike Bauer Marc-Kevin Goellner   | 7:6, 5:7, 6:3      |
| Zwycięzca     | 9.  | 15 sierpnia 1993     | Cincinnati                 | Twarda          | Andre Agassi      | Stefan Edberg Henrik Holm        | 7:6, 6:4           |
| Finalista     | 11. | 1 maja 1994          | Monachium                  | Ceglana         | Boris Becker      | Jewgienij Kafielnikow David Rikl | 6:7, 5:7           |
| Finalista     | 12. | 19 lutego 1995       | Mediolan                   | Dywanowa (hala) | Karel Nováček     | Boris Becker Guy Forget          | 2:6, 4:6           |
| Finalista     | 13. | 23 lipca 1995        | Waszyngton                 | Twarda          | Cyril Suk         | Olivier Delaître Jeff Tarango    | 6:1, 3:6, 2:6      |
| Zwycięzca     | 10. | 27 stycznia 1996     | Australian Open, Melbourne | Twarda          | Stefan Edberg     | Sébastien Lareau Alex O’Brien    | 7:5, 7:5, 4:6, 6:1 |
| Finalista     | 14. | 18 sierpnia 1996     | Indianapolis               | Twarda          | Cyril Suk         | Jim Grabb Richey Reneberg        | 6:7, 6:4, 4:6      |